# Fabian Jeker
Fabian Jeker est un ancien coureur cycliste suisse, né le 28 novembre 1968 à Füllinsdorf.

## Palmarès

### Coureur amateur
- 1989
  - 3e du championnat de Suisse de la montagne
- 1990
  - 2e du Grand Prix du canton de Zurich
  - 2e du Wartenberg Rundfahrt
  - 3e du Grand Prix de Chiasso
  - 5e du championnat du monde sur route amateurs

### Coureur professionnel
| - 1991 - Grand Prix Mendrisio - 2e de Coire-Arosa - 3e du Tour du Schynberg - 3e du championnat de Suisse de la montagne - 1992 - Tour de Galice : - Classement général - 3e étape - 2e du Tour du Haut-Var - 2e du Tour de Berne - 2e de la Route du Sud - 3e de Tirreno-Adriatico - 3e du Tour de Suisse - 5e de la Wincanton Classic - 1993 - 1re étape du Tour méditerranéen (contre-la-montre par équipes) - 2e du Tour du Haut-Var - 1994 - 2e du Duo normand (avec Beat Meister) - 1995 - 7e étape du Critérium du Dauphiné libéré - 1996 - 5ea étape du Trophée Joaquim Agostinho - Escalade de Montjuïc : - Classement général - 1reb étape (contre-la-montre) - 2e du Tour de Lombardie - 3e du Trophée Joaquim Agostinho - 1998 - Escalade de Montjuïc : - Classement général - 1rea et 1reb (contre-la-montre) étapes - 3e du Grand Prix Guillaume Tell | - 2000 - Escalade de Montjuïc : - Classement général - 1reb étape (contre-la-montre) - 3e de la Subida al Naranco - 2001 - Classement général du Tour de la Communauté valencienne - 4e étape du Grande Prémio do Minho - Tour du Portugal : - Classement général - 8e et 14e étapes (2 contre-la-montre) - 2e du Trofeo Alcudia - 2002 - 3e étape du Tour de l'Alentejo - Grande Prémio do Minho : - Classement général - 1re (contre-la-montre) et 5e étapes - 2003 - Tour des Asturies : - Classement général - 4e étape - Trophée Joaquim Agostinho : - Classement général - 3e et 4eb (contre-la-montre) étapes - 4e du Tour de Romandie - 2004 - 4e étape du Tour de Romandie - 2e du Tour de Romandie - 2e du Tour de Suisse - 2e du championnat de Suisse du contre-la-montre - 2005 - 3e du championnat de Suisse du contre-la-montre - 7e du Tour d'Allemagne |  |

## Résultats sur les grands tours

### Tour de France
4 participations
- 1992 : abandon (13e étape)
- 1993 : 79e
- 1995 : 68e
- 1999 : 57e

### Tour d'Italie
4 participations
- 1994 : abandon (19e étape)
- 1995 : abandon (14e étape)
- 1997 : 31e
- 1998 : 49e

### Tour d'Espagne
8 participations
- 1996 : 22e
- 1997 : 25e
- 1999 : abandon (15e étape)
- 2000 : 25e
- 2001 : 71e
- 2002 : 13e
- 2003 : 65e
- 2004 : abandon (10e étape)

## Classements mondiaux
| Année              | 2005 |
| ------------------ | ---- |
| Classement ProTour | 109e |